# Reichstagswahlkreis Großherzogtum Oldenburg 1

Die Wahlkreisaufteilung des Deutschen Reichs.

Der Reichstagswahlkreis Großherzogtum Oldenburg 1 (in der reichsweiten Durchnummerierung auch Reichstagswahlkreis 358; auch Reichstagswahlkreis Oldenburg-Lübeck-Birkenfeld genannt) war der erste Reichstagswahlkreis für das Großherzogtum Oldenburg für die Reichstagswahlen im Deutschen Reich und im Norddeutschen Bund von 1867 bis 1918.

## Wahlkreiszuschnitt
Der Wahlkreis umfasste die Stadtgemeinde Oldenburg, das Amt Oldenburg, aus dem Amt Varel die Gemeinden Jade und Schweiburg, das Fürstentum Lübeck und das Fürstentum Birkenfeld.
| Jahr | Einwohner |
| ---- | --------- |
| 1890 | 136.375   |
| 1895 | 142.711   |
| 1900 | 149.867   |
| 1905 | 158.553   |
| 1910 | 171.500   |

|      | Landwirtschaft | Industrie und Gewerbe | Handel und Dienstleistungen |
| ---- | -------------- | --------------------- | --------------------------- |
| 1895 | 43,9           | 34,7                  | 21,4                        |
| 1907 | 36,5           | 36,6                  | 26,9                        |

|      | Evangelisch | Katholisch |
| ---- | ----------- | ---------- |
| 1890 | 90,3        | 8,7        |
| 1905 | 90,4        | 8,8        |
| 1910 | 90,0        | 9,1        |

## Abgeordnete
| Wahl                                        | Abgeordneter           | Partei | Bild |
| ------------------------------------------- | ---------------------- | ------ | ---- |
| Reichstagswahl Februar 1867 bis August 1867 | Carl Julius Dannenberg | NLP    |      |
| Reichstagswahl August 1867 bis 1871         | Hermann Becker         | NLP    |      |
| Reichstagswahl 1871 bis 1874                | Werner Lentz           | NLP    | 0    |
| Reichstagswahl 1874 bis 1877                | August Hullmann        | NLP    | 0    |
| Reichstagswahl 1877 bis 1881                | Werner Lentz           | NLP    | 0    |
| Reichstagswahl 1881 bis 1884                | Robert Meibauer        | DFP    | 0    |
| Reichstagswahl 1884 bis 1885                | August Niebour         | DFP    | 0    |
| Ersatzwahl 1885 bis 1887                    | Georg Propping         | DFP    |      |
| Reichstagswahl 1887 bis 1890                | Ludwig Enneccerus      | NLP    |      |
| Reichstagswahl 1890 bis 1893                | Hugo Hinze             | DFP    | 0    |
| Reichstagswahl 1893 bis 1898                | Ludwig Enneccerus      | NLP    | 0    |
| Reichstagswahl 1898 bis 1907                | Carl Bargmann          | FVp    | 0    |
| Reichstagswahl 1907 bis 1918                | Johann Ahlhorn         | FVP    |      |

## Wahlen

### 1867 (Februar)
Es fand nur ein Wahlgang statt. Die Zahl der gültigen Stimmen betrug 11027.
| Kandidat               | Partei | Stimmen | in % | Anmerkungen |
| ---------------------- | ------ | ------- | ---- | ----------- |
| Carl Julius Dannenberg | NLP    | 7179    | 0    | 0           |

### 1867 (August)
Es fand nur ein Wahlgang statt. Die Zahl der gültigen Stimmen betrug 9182.
| Kandidat       | Partei | Stimmen | in % | Anmerkungen |
| -------------- | ------ | ------- | ---- | ----------- |
| Hermann Becker | NLP    | 2635    | 0    | 0           |

### 1871
Es fand ein Wahlgang statt. 19.880 Männer waren wahlberechtigt. Die Zahl der abgegebenen Stimmen betrug 3502, 17 Stimmen waren ungültig. Die Wahlbeteiligung betrug 17,7 %.
| Kandidat     | Partei   | Stimmen | in % | Anmerkungen |
| ------------ | -------- | ------- | ---- | ----------- |
| Werner Lentz | NLP      | 3461    | 0    | 0           |
| 0            | Sonstige | 41      | 0    | 0           |

### 1874
Es fand ein Wahlgang statt. 23.005 Männer waren wahlberechtigt. Die Zahl der abgegebenen Stimmen betrug 10980, 57 Stimmen waren ungültig. Die Wahlbeteiligung betrug 48 %.
| Kandidat            | Partei   | Stimmen | in % | Anmerkungen             |
| ------------------- | -------- | ------- | ---- | ----------------------- |
| August Hullmann     | NLP      | 6916    | 0    | 0                       |
| G.O. Reimers        | S (Lass) | 1782    | 0    | 0                       |
| Siebold(-Frankfurt) | NLP      | 1340    | 0    | 0                       |
| Wallrig             | Zentrum  | 893     | 0    | Pfarrer in Neuenkirchen |
| 0                   | Sonstige | 45      | 0    | 0                       |

### 1877
Es fand ein Wahlgang statt. 24.873 Männer waren wahlberechtigt. Die Zahl der abgegebenen Stimmen betrug 12.326, 42 Stimmen waren ungültig. Die Wahlbeteiligung betrug 49,7 %.
| Kandidat     | Partei   | Stimmen | in % | Anmerkungen |
| ------------ | -------- | ------- | ---- | ----------- |
| Werner Lentz | NLP      | 9719    | 0    | 0           |
| G.O. Reimers | S (Lass) | 1669    | 0    | 0           |
|              | Zentrum  | 922     | 0    | 0           |
| 0            | Sonstige | 16      | 0    | 0           |

### 1878
Es fand ein Wahlgang statt. 25.312 Männer waren wahlberechtigt. Die Zahl der abgegebenen Stimmen betrug 10.524, 30 Stimmen waren ungültig. Die Wahlbeteiligung betrug 41,7 %.
| Kandidat          | Partei   | Stimmen | in % | Anmerkungen |
| ----------------- | -------- | ------- | ---- | ----------- |
| Werner Lentz      | NLP      | 9573    | 0    | 0           |
| G.O. Reimers      | S        | 66      | 0    | 0           |
| Ludwig Windthorst | Zentrum  | 848     | 0    | 0           |
| 0                 | Sonstige | 37      | 0    | 0           |

### 1881
Es fand ein Wahlgang statt. 26.245 Männer waren wahlberechtigt. Die Zahl der abgegebenen Stimmen betrug 11.057, 15 Stimmen waren ungültig. Die Wahlbeteiligung betrug 43,9 %.
| Kandidat          | Partei   | Stimmen | in % | Anmerkungen    |
| ----------------- | -------- | ------- | ---- | -------------- |
| Robert Meibauer   | F        | 6773    | 0    | 0              |
| Wilhelm Hoyer     | NLP      | 3447    | 0    | Fabrikant      |
| Frankenfeld       | Kons     | 57      | 0    | Dr., Justizrat |
| Ludwig Windthorst | Zentrum  | 753     | 0    | 0              |
| 0                 | Sonstige | 37      | 0    | 0              |

### 1884
Es fand ein Wahlgang statt. 26.412 Männer waren wahlberechtigt. Die Zahl der abgegebenen Stimmen betrug 13.488, 23 Stimmen waren ungültig. Die Wahlbeteiligung betrug 51,2 %.
| Kandidat       | Partei   | Stimmen | in % | Anmerkungen |
| -------------- | -------- | ------- | ---- | ----------- |
| August Niebour | F        | 6874    | 0    | 0           |
|                | NLP      | 5907    | 0    | 0           |
|                | SPD      | 105     | 0    | 0           |
|                | Zentrum  | 588     | 0    | 0           |
| 0              | Sonstige | 14      | 0    | 0           |

### Ersatzwahl 1885
August Niebour legte das Mandat am 11. Februar 1885 nieder, daher kam es am 12. März 1885 zu einer Ersatzwahl.
Es fand ein Wahlgang statt. 26.132 Männer waren wahlberechtigt. Die Zahl der abgegebenen Stimmen betrug 13.809, 19 Stimmen waren ungültig. Die Wahlbeteiligung betrug 56,7 %.
| Kandidat       | Partei   | Stimmen | in % | Anmerkungen |
| -------------- | -------- | ------- | ---- | ----------- |
| Georg Propping | F        | 7668    | 0    | 0           |
|                | NLP      | 6301    | 0    | 0           |
|                | SPD      | 593     | 0    | 0           |
|                | Zentrum  | 241     | 0    | 0           |
| 0              | Sonstige | 6       | 0    | 0           |

### 1887
Es fand ein Wahlgang statt. 27.134 Männer waren wahlberechtigt. Die Zahl der abgegebenen Stimmen betrug 20.319, 41 Stimmen waren ungültig. Die Wahlbeteiligung betrug 75 %.
| Kandidat          | Partei   | Stimmen | in % | Anmerkungen |
| ----------------- | -------- | ------- | ---- | ----------- |
|                   | F        | 7863    | 0    | 0           |
| Ludwig Enneccerus | NLP      | 11.515  | 0    | 0           |
|                   | SPD      | 924     | 0    | 0           |
| 0                 | Sonstige | 17      | 0    | 0           |

### 1890
Es fanden zwei Wahlgänge statt. Die Zahl der Wahlberechtigten betrug 28.024. Die Zahl der abgegebenen gültigen Stimmen betrug im ersten Wahlgang 20.209, 53 Stimmen waren ungültig. Die Wahlbeteiligung belief sich auf 72,1 %.
| Kandidat                | Partei   | Stimmen | in %   | Anmerkungen |
| ----------------------- | -------- | ------- | ------ | ----------- |
| Hugo Hinze              | DFP      | 8901    | 44,2 % | 0           |
| Ludwig Enneccerus       | NLP      | 8373    | 41,5 % | 0           |
| Paul Peter Johannes Hug | SPD      | 2737    | 13,6 % | 0           |
| Ludwig Windthorst       | Zentrum  | 110     | 0,5 %  | 0           |
| 0                       | Sonstige | 35      | 0,2 %  | 0           |

In der Stichwahl riefen SPD und Zentrum zur Wahl des freisinnigen Kandidaten auf.
Die Zahl der abgegebenen gültigen Stimmen betrug in der Stichwahl 21.888, 41 Stimmen waren ungültig. Die Wahlbeteiligung belief sich auf 78,1 %.
| Kandidat          | Partei | Stimmen | in %   | Anmerkungen |
| ----------------- | ------ | ------- | ------ | ----------- |
| Hugo Hinze        | DFP    | 12.015  | 55,0 % | 0           |
| Ludwig Enneccerus | NLP    | 9832    | 45,0 % | 0           |

### 1893
Das Zentrum rief zur Wahl von Richter auf.
Es fanden zwei Wahlgänge statt. Die Zahl der Wahlberechtigten betrug 28.222. Die Zahl der abgegebenen gültigen Stimmen betrug im ersten Wahlgang 18.639, 18 Stimmen waren ungültig. Die Wahlbeteiligung belief sich auf 66,0 %.
| Kandidat                | Partei   | Stimmen | in %   | Anmerkungen                |
| ----------------------- | -------- | ------- | ------ | -------------------------- |
| Ernst Justus Weber      | BdL      | 1504    | 8,1 %  | MdL                        |
| Leopold Heinrich Müller | DR       | 58      | 0,3 %  | Dr. Rechtsanwalt in Bremen |
| Hugo Hinze              | FVg      | 4234    | 22,7 % | 0                          |
| Ludwig Enneccerus       | NLP      | 5813    | 31,2 % | 0                          |
| Paul Hug                | SPD      | 4441    | 23,9 % | 0                          |
| 0                       | Sonstige | 48      | 0,3 %  | 0                          |

Hugo Hinze rief in der Stichwahl zur Wahl von Enneccerus auf.
Die Zahl der abgegebenen gültigen Stimmen betrug in der Stichwahl 18.921, 91 Stimmen waren ungültig. Die Wahlbeteiligung belief sich auf 67,0 %.
| Kandidat          | Partei | Stimmen | in %   | Anmerkungen |
| ----------------- | ------ | ------- | ------ | ----------- |
| Ludwig Enneccerus | NLP    | 12.853  | 68,3 % | 0           |
| Paul Hug          | SPD    | 5977    | 31,7 % | 0           |

### 1898
Der BdL unterstützte den Kandidaten der NLP, dies jedoch erst nachdem Bismarck selbst schriftlich intervenierte. Beide linksliberale Parteien einigen sich auf Oberamtsrichter Bargmann.
Es fanden zwei Wahlgänge statt. Die Zahl der Wahlberechtigten betrug 29.943. Die Zahl der abgegebenen gültigen Stimmen betrug im ersten Wahlgang 19.1579, 21 Stimmen waren ungültig. Die Wahlbeteiligung belief sich auf 64,0 %.
| Kandidat        | Partei   | Stimmen | in %   | Anmerkungen |
| --------------- | -------- | ------- | ------ | ----------- |
| Carl Bargmann   | FVP      | 6264    | 32,7 % | 0           |
| Johannes Semler | NLP      | 7784    | 40,7 % | 0           |
| Paul Hug        | SPD      | 5056    | 26,4 % | 0           |
| 0               | Sonstige | 32      | 0,2 %  | 0           |

In der Stichwahl rief die SPD zur Wahl von Bargmann auf.
Die Zahl der abgegebenen gültigen Stimmen betrug in der Stichwahl 21.172, 47 Stimmen waren ungültig. Die Wahlbeteiligung belief sich auf 70,7 %.
| Kandidat        | Partei | Stimmen | in %   | Anmerkungen |
| --------------- | ------ | ------- | ------ | ----------- |
| Carl Bargmann   | FVP    | 11.874  | 56,2 % | 0           |
| Johannes Semler | NLP    | 9251    | 43,8 % | 0           |

### 1903
Die NLP suchte den Schulterschluss mit dem BdL und den Konservativen und stellte den Freiherrn von Hammerstein als Kandidaten auf. Nachdem der BdL verlangte, von Hammerstein müsse in Fragen von Handelsverträgen mit den BdL stimmen, zog von Hammerstein zurück und BlD und NLP stellten eigene Kandidaten auf. Der freisinnige Kandidat wurde von beiden linksliberalen Parteien und dem Zentrum unterstützt.
Es fanden zwei Wahlgänge statt. Die Zahl der Wahlberechtigten betrug 32.290. Die Zahl der abgegebenen gültigen Stimmen betrug im ersten Wahlgang 22.472, 32 Stimmen waren ungültig. Die Wahlbeteiligung belief sich auf 69,6 %.
| Kandidat          | Partei   | Stimmen | in %   | Anmerkungen                     |
| ----------------- | -------- | ------- | ------ | ------------------------------- |
| Schröder-Poggelow | BdL      | 2891    | 12,9 % | Dr. Berlin                      |
| Carl Bargmann     | FVP      | 4928    | 21,9 % | 0                               |
| Erk               | NLP      | 2663    | 11,9 % | Landgerichtsrat aus Saarbrücken |
| Friedrich Naumann | NS       | 4154    | 18,5 % | 0                               |
| Paul Hug          | SPD      | 7352    | 32,8 % | 0                               |
| Fuchs             | Zentrum  | 420     | 1,9 %  | Kaufmann aus Köln               |
| 0                 | Sonstige | 32      | 0,1 %  | 0                               |

Die Zahl der abgegebenen gültigen Stimmen betrug in der Stichwahl 21.257, 132 Stimmen waren ungültig. Die Wahlbeteiligung belief sich auf 66,7 %.
| Kandidat      | Partei | Stimmen | in %   | Anmerkungen |
| ------------- | ------ | ------- | ------ | ----------- |
| Carl Bargmann | FVP    | 12.475  | 58,3 % | 0           |
| Paul Hug      | SPD    | 8920    | 41,7 % | 0           |

### 1907
Es fanden zwei Wahlgänge statt. Die Zahl der Wahlberechtigten betrug 33.701. Die Zahl der abgegebenen gültigen Stimmen betrug im ersten Wahlgang 27.202, 48 Stimmen waren ungültig. Die Wahlbeteiligung belief sich auf 80,7 %.
| Kandidat                  | Partei   | Stimmen | in %   | Anmerkungen                               |
| ------------------------- | -------- | ------- | ------ | ----------------------------------------- |
| Johann Ahlhorn            | FVP      | 9167    | 33,8 % | 0                                         |
| Freiherr von Hammerstein  | NLP      | 8032    | 29,6 % | Fabrikbesitzer, Abentheuer bei Birkenfeld |
| Johannes Stelling         | SPD      | 8247    | 30,4 % | 0                                         |
| Heinrich Eberhard Burlage | Zentrum  | 1698    | 6,2 %  | 0                                         |
| 0                         | Sonstige | 32      | 0,1 %  | 0                                         |

Die Zahl der abgegebenen gültigen Stimmen betrug in der Stichwahl 24.007, 113 Stimmen waren ungültig. Die Wahlbeteiligung belief sich auf 71,2 %.
| Kandidat          | Partei | Stimmen | in %   | Anmerkungen |
| ----------------- | ------ | ------- | ------ | ----------- |
| Johann Ahlhorn    | FVP    | 16.117  | 67,5 % | 0           |
| Johannes Stelling | SPD    | 7777    | 32,5 % | 0           |

### 1912
Es fanden zwei Wahlgänge statt. Die Zahl der Wahlberechtigten betrug 36.961. Die Zahl der abgegebenen gültigen Stimmen betrug im ersten Wahlgang 29.718, 56 Stimmen waren ungültig. Die Wahlbeteiligung belief sich auf 80,4 %.
| Kandidat          | Partei   | Stimmen | in %   | Anmerkungen                     |
| ----------------- | -------- | ------- | ------ | ------------------------------- |
| Johann Ahlhorn    | FoVP     | 9805    | 33,0 % | 0                               |
| Stöver            | NLP      | 7919    | 26,7 % | Dr., Amtsrichter aus Rüstringrn |
| Johannes Stelling | SPD      | 10.235  | 34,5 % | 0                               |
| Anton Dahlem      | Zentrum  | 1678    | 5,7 %  | 0                               |
| 0                 | Sonstige | 25      | 0,1 %  | 0                               |

Die Zahl der abgegebenen gültigen Stimmen betrug in der Stichwahl 26.193, 331 Stimmen waren ungültig. Die Wahlbeteiligung belief sich auf 70,9 %.
| Kandidat          | Partei | Stimmen | in %   | Anmerkungen |
| ----------------- | ------ | ------- | ------ | ----------- |
| Johann Ahlhorn    | FoVP   | 14.734  | 57,0 % | 0           |
| Johannes Stelling | SPD    | 11.128  | 43,0 % | 0           |